# Суворовська (Волгоградська область)
Суворовська (рос. Суворовская) — станиця у Суровікінському районі Волгоградської області Російської Федерації.
Населення становить 451 особу. Входить до складу муніципального утворення Нижнєчирське сільське поселення.

## Історія
Станиця розташована у межах українського історичного та культурного регіону Жовтий Клин.
Згідно із законом від 21 грудня 2004 року № 971-ОД органом місцевого самоврядування є Нижнєчирське сільське поселення.

## Населення
| 1859 | 1873  | 1897  | 1915  | 2010 |
| ---- | ----- | ----- | ----- | ---- |
| 1313 | ↗1400 | ↗1622 | ↗2148 | ↘451 |